# ملک‌جان نعمتی
ملک جان نعمتی (زاده ۱۹ آذر ۱۲۸۵ صحنه- درگذشت ۲۴ تیر ۱۳۷۲) او آثاری به شعر به زبان کردی نگاشته است. او که بیشتر با نام «شیخ جانی» شناخته شده‌است، در محیط زندگانی‌اش و گاهی بیرون از آن، چهره‌ای معنوی و مقدس به‌شمار می‌آید. آنچه دربارهٔ زندگی ملک‌جان می‌دانیم بیشتر بر اساس مطالبی است که استاد الهی دربارهٔ او گفته است. و همچنین بر اساس کتابی است دربارهٔ شرح حال زندگی ملک‌جان نعمتی که به مناسبت صدمین سال تولدش توسط انتشارات دیان دو سلیه منتشر شده‌است. این کتاب همچنین شامل تعدادی از اشعار ملک‌جان به دو زبان کردی و فارسی می‌باشد.

## اجداد
ملک‌جان در خاندانی از تبار عارفان قرن هفتم هجری متولد شد که حدود دویست سال پیش از آن، در روستای جیحون‌آباد مستقر شده بودند. حاج نعمت‌الله پدر ملک جان، مدتی دستیار حاکم منطقه‌ی کرمانشاه بود، اما بعد از یک تجربه‌ی عمیق معنوی، از فعالیت‌های دنیوی به کلی کناره گرفت زندگانی خود را به روزه و ریاضت، مراقبه، و سلوک عارفانه گذراند.

## کودکی و جوانی
ملک‌جان در جیحون‌آباد، روستای کوچکی در استان کرمانشاهان به دنیا آمد. وی، پنجمین فرزند از هفت فرزند خانواده، تحت نظارت دقیق چنین پدری پرورش یافت و از کودکی در ریاضات و عبادات و اذکار خانوادگی شرکت می‌کرد.
ملک‌جان دختر حاج نعمت‌الله جیحون‌آبادی و خواهر استاد الهی است. حاج نعمت‌الله، علی‌رغم رسم محلی که تولد یک دختر رویدادی ناخوشایند محسوب می‌شد و دختران را خوار می‌شمردند با همان توجه و دقت که به تربیت فرزند ذکورش، نورعلی الهی پرداخته بود، به آموزش معنوی و اخلاقی دخترش نیز پرداخت. علاوه بر این معلم سرخانه‌ای، به آنها، سواد و خواندن قران و سایر کتب آسمانی را آموخت. ملک جان علاوه بر زبان کردی، فارسی (زبان محاوره با افراد غیر محلی) و عربی (زبان قران و فقه) را فراگرفت. او همزمان نواختن تنبور و سه‌تار را نیز آموخت. ملک‌جان از همان کودکی به درخواست پدر، همواره لباس و سربندی سفید می‌پوشید. این لباس به او امکان می‌داد همراه پدر در مراسمی که زنان اجازه شرکت نداشتند راه یابد. ملک‌جان این پوشش را تا پایان عمر حفظ کرد.
ملک‌جان، سیزده سالی بیش نداشت که پدر خود را از دست. او علی‌رغم این اتفاق ناگوار و آزمون دشوار در همان محیط معنوی به یاری برادرش به سلوک معنوی خود ادامه داد و حدود چهارده سالگی با دومین آزمون دشوار زندگی‌اش مواجه شد. دردی جانکاه در چشم‌های خود احساس کرد که به تدریج بر شدت آن افزوده می‌شد. دردهای جانکاهِ چشم و ضعف شدید جسمی ناشی از بیماری‌های مستمر در حدود بیست سالگی، منجر به نابینایی کامل او شد. ملک‌جان خیلی زود توانست این مشکلات را تبدیل به موقعیتی برای پیشرفت معنوی و طی سلوک کند. خود در این باره می‌گوید:«نابینایی‌ام بود که مرا از دنیا جدا کرد و افق‌های نادیده را به من نشان داد.»
ملک‌جان می‌گوید بعد از فوت پدر در پی یافتن راهنمایی بوده‌است تا بتواند او را به سر منزل مقصود برساند تا اینکه برادرش استاد الهی را به عنوان استاد خود برگزید و از آن به بعد هر چه در معنویت و سلوک خود آموخته است از تعلیمات و راهنمایی‌های او بوده‌است. کشش معنوی خاص و محبتی عمیقی بین برادر و خواهر ویا به عبارتی، استاد و شاگرد وجود داشت. در زمینه‌ی معنویت، ملک‌جان کامل‌ترین شاگرد استاد الهی بود.
استاد الهی در سال ۱۳۱۱ شمسی خواهرش را به لقب «شیخ» خطاب کرد. این لقب در مورد زنان مرسوم نبوده‌است، اما در این‌جا نشانه‌ی احترام و مقام بالای معنوی، و میزان خرد و آگاهی است. ملک‌جان پس از رحلت استاد الهی، ارتباط دائمی و درونی خود را با او حفظ کرد و توانست اصولی را که از خود به جا گذاشته بود، تعمیم دهد و مسئولیت ادامه‌ی تعالیم او را بر عهده گیرد.

## اهمیت آموزش
در مسلک اهل حق رازداری امری طبیعی محسوب می‌شد، حتی معلومات سنتی نیز، سینه به سینه به آیندگان انتقال میافت، و نمی‌بایست هرگز مورد نقد و مطالعه قرار گیرد. از نظر ملک‌جان سواد زمینه‌ساز تفکر، اسباب انضباط فکری، و واقع‌بینی است. از این رو با خرافات ناشی از بی‌سوادی در تعارض است. ملک‌جان، به گفته‌ی خود، تمام عمر، با «روحیه‌ی خرافاتی» و به دور از معنویت واقعی، در تعارض بوده‌است. او همواره سعی داشت تا از چارچوب آیین‌های ظاهری و تعصبات قومی سنتی فراتر رود و با از میان برداشتن خرافات، اعمال و رفتار قشری و تجدید اصول حقیقی، روح واقعی مرام اهل حق را آشکار کند. شخصیت معنوی ملک‌جان، سبب شد تا بتواند تغییرات مهمی در نحوه‌ی اجرای مراسم آیینی اهل حق که بر طبق سنت و تا آن زمان فقط در دست مردان بود، به‌وجود آورد. یکی از این تغییرات بسیار مهم اجازه‌ی اجرای مراسم آیینی توسط زنان بود.
ملک‌جان ذوق و علاقه زیادی به مطالعه و آموختن داشت. با وجود نابینایی و مزاج ضعیف برنامه‌ای منظم برای آموختن داشت. او به مطالعه علوم جدید، ادبیات، الهیات، جغرافی، تاریخ پرداخت و اینکار را تا پایان عمر ادامه داد. خود می‌گوید: «در زندگی یک آن غفلت نکردم، در ظاهر درس و در باطن کار سلوکی. حالا نمی‌دانم نتیجه چه شده، ولی وای از این روح؛ یک دم آرام نبوده و نیست!» از نظر ملک‌جان درس خواندن وسیله‌ای است برای شناخت واقعیت هستی: خودشناسی و خداشناسی.
ملک‌جان در سال ۱۳۴۴ شمسی کلاس‌هایی غیر رسمی برای زنان روستایی تشکیل داد و در آغاز راه‌های ابتدایی بهبود زندگی را در محیط ابتدایی روستا به آن‌ها تعلیم داد. مدت زمانی بعد مردان روستایی هم در این کلاس‌ها شرکت کردند و با گذشت زمان نکات عمیق‌تری به آن‌ها تعلیم داده می‌شد. او با استدلال‌های ساده ولی دقیق، مفهوم و کاربرد اصول معنوی را در زندگانی روزمره توضیح می‌داد، ضرورت و فایده‌ی آزمون‌های روزمره زندگی را تبیین می‌کرد، و به آن‌ها می‌آموخت که چگونه خود را برای رویارویی با آن آماده کنند. از این رو اهالی ناحیه، زادگاه ملک‌جان را، «روستای فیلسوفان» نامیده‌اند زیرا در آن بحث‌هایی در مورد مسائلی مانند حقوق و وظایف انسان، اهمیت درک مکانیسم عدالت الهی، استفاده‌ی درست از مزیت اختیار، کسب فضایل مادی و معنوی و غیره مطرح می‌شد.
شیخ جانی، فعالیتش تنها به عبادت و آموزش معنویات محدود نبود. با این که تقریباً هیچ‌گاه محیط زندگی و روستای خود را ترک نکرد، عملکردش در محیط اجتماعی‌اش، انقلابی بود. او برای بهبود شرایط زندگانی روستاییان تلاش بسیاری می‌کرد. از جمله در محیط روستایی زادگاهش اصلاحات فراوانی را باعث شد و نوآوری‌های بسیاری کرد: نیروی برق را به جیحون‌آباد آورد. در محیطی که دامداری و کشت غلات شکل ابتدایی داشت، شیوه‌های جدید کشاورزی را پایه‌گذاری کرد، و روستاییان را به کشت میوه و سبزیجات تشویق کرد. والدین را به فرستادن کودکان، به‌خصوص دخترانشان، به کلاس درس وادار کرد. مادران را ترغیب می‌کرد تا به دخترانشان به اندازه پسرانشان اهمیت بدهند، و پدرها را بر آن می‌داشت که ارث را به میزان مساوی بین دختران و پسرانشان تقسیم کنند. با وجود بیماری که در اواخر عمر به‌طور مداوم با آن دست به گریبان بود همواره به مشکلات روستاییان که گاه برای راهنمایی، گاه تسلای خاطر، گاه کمک مالی یا فکری به منزلش می‌آمدند رسیدگی می‌کرد.

## درگذشت
ملک‌جان نعمتی در ۲۴ تیر ۱۳۷۲ شمسی، در سن هشتاد و هفت سالگی، به دنبال عمل جراحی قلب باز در پاریس، که برای مداوا به آنجا رفته بود درگذشت و در روستای بایو به خاک سپرده شد. بعدها «انجمن دوستداران سنت جانی» آرامگاهی بر مزارش، به یاد او احداث کرد.